# Junior Eurovision Song Contest 2017
La quindicesima edizione del Junior Eurovision Song Contest si è svolta il 26 novembre 2017 presso l'Olympic Palace di Tbilisi, in Georgia.
Il concorso si è articolato in un'unica finale condotta da Helen Kalandadze e Lizi Japaridze, ed è stato trasmesso in 19 paesi (inclusa l'Australia). La durata totale del concorso è stata di 2 ore.
In questa edizione il Portogallo ha confermato il suo ritorno, sulla scia della sua vittoria all'Eurovision Song Contest, mentre la Bulgaria ed Israele hanno annunciato il proprio ritiro.
La vincitrice è stata Polina Bogusevič per la Russia con Wings.

## Organizzazione
L'emittente televisiva georgiana GPB è stata incaricata dal comitato dell'Unione europea di radiodiffusione (UER) a ricevere l'onore di organizzare la manifestazione, continuando la tradizione del paese vincitore del concorso ad organizzare l'edizione successiva. Si tratta inoltre il primo evento legato all'Eurovisione ad essere ospitato nella Georgia.

### Sede dell'evento

L'Olympic Palace, sede dello Junior Eurovision Song Contest 2017.

Il 26 febbraio 2017, l'UER e GPB confermarono originariamente che sede la sede dell'evento sarebbe stato il Palazzo dello Sport, collocato al centro della capitale georgiana; tuttavia, dopo aver riscontrato delle anomalie che hanno reso l'arena non idonea, il successivo 9 agosto è stato annunciato che l'Olympic Palace sarebbe stata la nuova sede dell'evento.
L'arena polivalente, aperta in occasione dei XIII Festival olimpico estivo della gioventù europea, comprende una sala dedicata ai concerti e ad eventi sportivi di grandi dimensioni, con una capacità tra le 3 600 e 4 000 persone.

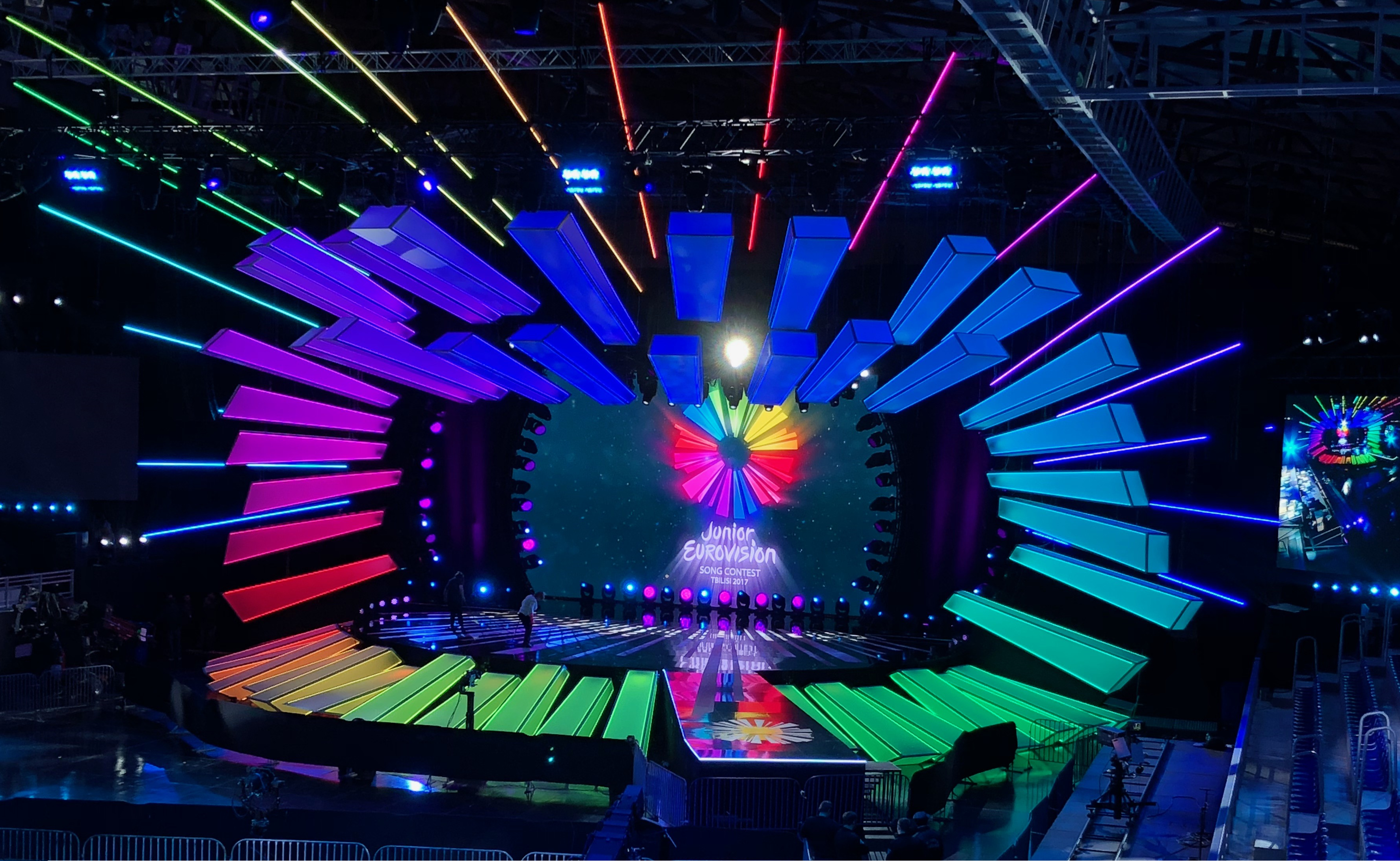
Il palcoscenico dello Junior Eurovision Song Contest 2017

### Logo e slogan
Il 12 maggio 2017, durante una conferenza stampa dedicata all'Eurovision Song Contest 2017 a Kiev, viene annunciato lo slogan ed il logo di questa edizione.
Lo slogan di questa edizione è stato "Shine Bright", mentre il logo rappresenta un grande sole segmentato con tanti raggi con colori raggianti.
Essi sono stati progettati dell'emittente GPB con lo scopo di far interpretare a proprio modo durante la manifestazione.

### Presentatori
Il 27 ottobre 2017 sono stati annunciate le presentatrici di questa edizione: Helen Kalandadze e Lizi Japaridze.
- Helen Kalandadze è una cantante e presentatrice televisiva, nota nel mondo eurovisivo per essere stata la corista per Sopho Nizharadze all'Eurovision Song Contest 2010.
- Lizi Japaridze è una cantante nota per aver rappresentato il proprio paese al Junior Eurovision Song Contest 2014, con lo pseudonimo Lizi Pop.

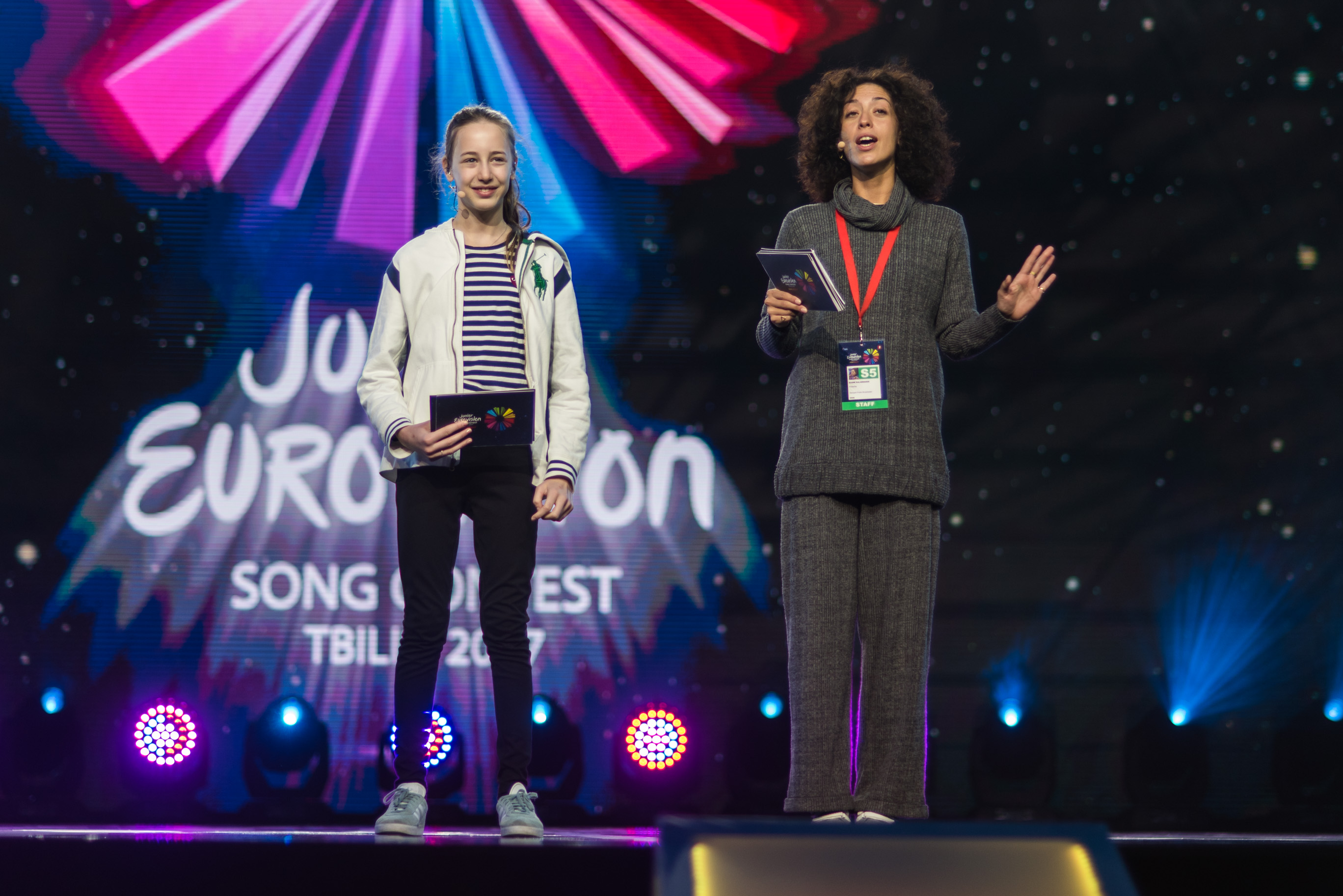
Lizi Japaridze e Helen Kalandadze, presentatrici dell'edizione

### Sistema di voto
In questa edizione viene reintrodotto il televoto ma, a differenza del passato, per la prima volta è completamente online. Tale televoto è stato suddiviso in due fasi:
- La prima fase di votazione è partita il 24 novembre a partire dalle 15:59 fino al 26 novembre, in cui il pubblico ha potuto votare dalle 3 alle 5 canzoni preferite, tra cui quella del proprio Paese, dietro una visione obbligatoria di un recap generale di tutti i brani in gara con una visione facoltativa di un minuto di prove tecniche.

- La seconda fase della votazione, sempre online, è durata 15 minuti ed è partita dal momento in cui l'ultima canzone in gara è stata ascoltata, come in un classico televoto.

Queste due fasi hanno inciso per il 50% nella composizione della classifica finale, sommata alla classifica delle giurie nazionali.

## Stati partecipanti

Stati partecipanti
Stati che hanno partecipato in passato ma non nel 2017

Stati partecipanti
     Stati che hanno partecipato in passato ma non nel 2017
| Stato                   | Artista                      | Brano                                     | Lingua            | Processo di selezione                                                                                   |
| ----------------------- | ---------------------------- | ----------------------------------------- | ----------------- | --- |
| Albania                 | Ana Kodra                    | Don't Touch My Tree (Mos ma prekni pemën) | Albanese, inglese | Junior Fest 2017, 14 ottobre 2017                                                                       |
| Armenia                 | Misha                        | Boomerang                                 | Armeno, inglese   | Interno, 18 luglio 2017 per l'artista; 23 ottobre 2017 per il brano                                     |
| Australia               | Isabella Clarke              | Speak Up                                  | Inglese           | Interno, 10 settembre 2017 per l'artista; 7 ottobre 2017 per il brano                                   |
| Bielorussia             | Helena Meraai                | I Am the One                              | Russo             | Nacional'nyj otbor 2017, 25 agosto 2017                                                                 |
| Cipro                   | Nikol Nikolaou               | I Wanna Be a Star                         | Greco, inglese    | Interno, 15 settembre 2017 per l'artista; 6 ottobre 2017 per il brano                                   |
| Georgia (organizzatore) | Grigol Kipshidze             | Voice of the Heart                        | Georgiano         | Interno, 8 settembre 2017 per l'artista; 20 ottobre 2017 per il brano                                   |
| Irlanda                 | Muireann McDonnell           | Súile glasa                               | Irlandese         | Junior Eurovision Éire 2017, 19 novembre 2017                                                           |
| Italia                  | Maria Iside Fiore            | Scelgo (My Choice)                        | Italiano, inglese | Interno, 4 ottobre 2017                                                                                 |
| Macedonia               | Mina Blažev                  | Dancing Through Life                      | Macedone, inglese | Interno, 8 settembre 2017 per l'artista; 8 ottobre 2017 per il brano                                    |
| Malta                   | Gianluca Cilia               | Dawra tond                                | Inglese, maltese  | Malta Junior Eurovision Song Contest 2017, 1º luglio 2017 per l'artista; 29 settembre 2017 per il brano |
| Paesi Bassi             | Fource                       | Love Me                                   | Olandese, inglese | Junior Songfestival 2017, 16 settembre 2017 per gli artisti; 6 ottobre 2017 per il brano                |
| Polonia                 | Alicja Rega                  | Mój dom                                   | Polacco           | Krajowe Eliminacje 2017, 1º ottobre 2017                                                                |
| Portogallo              | Mariana Venâncio             | Youtuber                                  | Portoghese        | Júniores de Portugal, 5 ottobre 2017 per l'artista; 29 settembre 2017 per il brano                      |
| Russia                  | Polina Bogusevič             | Wings                                     | Russo, inglese    | Akademija Eurovision 2017, 3 giugno 2017                                                                |
| Serbia                  | Irina Brodić & Jana Paunović | Ceo svet je naš                           | Serbo             | Izbor za dečju pesmu Evrovizije, 30 settembre 2017                                                      |
| Ucraina                 | Anastasija Bahins'ka         | Don't Stop                                | Ucraino, inglese  | Nacvidbir 2017, 25 agosto 2017                                                                          |

## L'evento
La manifestazione si è svolta il 26 novembre 2017 alle 16:00 CET; vi hanno gareggiato 16 paesi. L'ordine d'uscita è stato reso noto il 20 novembre.
La serata è stata aperta da un'esibizione rivisitata di Mzeo di Mariam Mamadashvili e con tutti i partecipanti con la common song Shine Bright, mentre come Interval Act si sono esibiti i The Virus, rappresentanti della Georgia al Junior Eurovision Song Contest nel 2015 con Atsabatsa e le presentatrici Lizi Japaridze e Helen Kalandadze con un'esibizione rivisitata di Happy Day.
| N° | Stato       | Artista                      | Brano                                     | Punti | Posizione |
| -- | ----------- | ---------------------------- | ----------------------------------------- | ----- | --------- |
| 01 | Cipro       | Nikol Nikolaou               | I Wanna Be a Star                         | 45    | 16        |
| 02 | Polonia     | Alicja Rega                  | Mój dom                                   | 138   | 8         |
| 03 | Paesi Bassi | Fource                       | Love Me                                   | 156   | 4         |
| 04 | Armenia     | Misha                        | Boomerang                                 | 148   | 6         |
| 05 | Bielorussia | Helena Meraai                | I Am The One                              | 149   | 5         |
| 06 | Portogallo  | Mariana Venâncio             | Youtuber                                  | 54    | 14        |
| 07 | Irlanda     | Muireann McDonnell           | Súile glasa                               | 54    | 15        |
| 08 | Macedonia   | Mina Blažev                  | Dancing Through Life                      | 69    | 12        |
| 09 | Georgia     | Grigol Kipshidze             | Voice of The Heart                        | 185   | 2         |
| 10 | Albania     | Ana Kodra                    | Don't Touch My Tree (Mos ma prekni pemën) | 67    | 13        |
| 11 | Ucraina     | Anastasija Bahins'ka         | Don't Stop                                | 147   | 7         |
| 12 | Malta       | Gianluca Cilia               | Dawra tond                                | 107   | 9         |
| 13 | Russia      | Polina Bogusevič             | Wings                                     | 188   | 1         |
| 14 | Serbia      | Irina Brodić & Jana Paunović | Ceo svet je naš                           | 92    | 10        |
| 15 | Australia   | Isabella Clarke              | Speak Up                                  | 172   | 3         |
| 16 | Italia      | Maria Iside Fiore            | Scelgo (My Choice)                        | 86    | 11        |

| Pos. | Voto online | Punti | Giuria      | Punti |
| ---- | ----------- | ----- | ----------- | ----- |
| 1    | Paesi Bassi | 112   | Georgia     | 143   |
| 2    | Malta       | 81    | Russia      | 122   |
| 3    | Australia   | 79    | Australia   | 93    |
| 4    | Bielorussia | 69    | Armenia     | 92    |
| 5    | Ucraina     | 67    | Bielorussia | 80    |
| 6    | Russia      | 66    | Ucraina     | 80    |
| 7    | Polonia     | 61    | Polonia     | 77    |
| 8    | Armenia     | 56    | Serbia      | 48    |
| 9    | Italia      | 49    | Paesi Bassi | 44    |
| 10   | Portogallo  | 45    | Italia      | 37    |
| 11   | Serbia      | 44    | Albania     | 32    |
| 12   | Georgia     | 42    | Macedonia   | 28    |
| 13   | Irlanda     | 42    | Malta       | 26    |
| 14   | Macedonia   | 41    | Irlanda     | 12    |
| 15   | Cipro       | 40    | Portogallo  | 9     |
| 16   | Albania     | 35    | Cipro       | 5     |

12 punti
| Nº | A           | Da                                                      |
| -- | ----------- | ------------------------------------------------------- |
| 6  | Georgia     | Albania, Armenia, Bielorussia, Polonia, Russia, Ucraina |
| 4  | Russia      | Australia, Georgia, Macedonia, Portogallo               |
| 1  | Armenia     | Cipro                                                   |
| 1  | Australia   | Paesi Bassi                                             |
| 1  | Bielorussia | Malta                                                   |
| 1  | Malta       | Italia                                                  |
| 1  | Polonia     | Irlanda                                                 |
| 1  | Ucraina     | Serbia                                                  |

## Portavoce
- Cipro: Maria Christoforou
- Polonia: Dominika Ptak
- Paesi Bassi: Thijs Schlimback
- Armenia: Lilit
- Bielorussia: Saba Karazanashvili
- Portogallo: Duarte Valença
- Irlanda: Walter McCabe
- Macedonia: Kjara Blažev
- Georgia: Lizi Tavberidze (Rappresentante dello Stato al Junior Eurovision Song Contest 2015 come parte di The Virus)
- Albania: Sabjana Rizvanu
- Ucraina: Sofija Rol' (Rappresentante dello Stato al Junior Eurovision Song Contest 2016)
- Malta: Mariam Andghuladze
- Russia: Tonja Volodina
- Serbia: Mina Grujić
- Australia: Liam Clarke
- Italia: Sofia Bartoli

## Trasmissione dell'evento

### Televisione e radio
| Paese       | Emittente               | Stazione                        | Commentatori                        | Note   |
| ----------- | ----------------------- | ------------------------------- | ----------------------------------- | ------ |
| Albania     | RTSH                    | RTSH 1 RTSH Muzikë Radio Tirana | Andri Xhahu                         | [ 34 ] |
| Armenia     | ARMTV                   | Armenia 1                       | Gohar Gasparyan                     |        |
| Australia   | ABC                     | ABC Me                          | Grace Koh Pip Rasmussen Tim Mathews | [ 35 ] |
| Bielorussia | BTRC                    | Belarus 1 Belarus 24            | Jaŭgen Perlin                       | [ 36 ] |
| Cipro       | CyBC                    | CyBC 2 CyBC Sat                 | Kyriakos Pastidsīs                  |        |
| Georgia     | GPB                     | 1TV                             | Demetre Ergemlidze                  |        |
| Irlanda     | TG4                     | TG4                             | Eoghan McDermott                    |        |
| Israele     | IPBC                    | Kan Hinuchit                    | Nessuno                             | [ 37 ] |
| Italia      | Rai                     | Rai Gulp                        | Laura Carusino Vignera Mario Acampa | [ 38 ] |
| Kazakistan  | Channel 31              | Channel 31                      | Sconosciuto                         | [ 39 ] |
| Macedonia   | MRT                     | MRT1                            | Eli Tanaskovska                     |        |
| Malta       | PBS                     | TVM                             | Nessuno                             |        |
| Paesi Bassi | NPO                     | NPO Zapp                        | Jan Smit                            |        |
| Polonia     | TVP                     | TVP2                            | Artur Orzech                        | [ 40 ] |
| Portogallo  | RTP                     | RTP1 RTP Internacional          | Hélder Reis Nuno Galopim            | [ 41 ] |
| Regno Unito | Radio Six International | Radio Six International         | Ewan Spence Lisa-Jayne Lewis        | [ 42 ] |
| Russia      | VGTRK                   | Karusel                         | Lipa Teterič                        | [ 43 ] |
| Serbia      | RTS                     | RTS 2 RTS Sat                   | Olga Kapor Tamara Petković          | [ 44 ] |
| Ucraina     | UA:PBC                  | UA:Peršyj                       | Timur Mirošnyčenko                  | [ 45 ] |

### Streaming
| Paese | Piattaforma |
| ----- | ----------- |
| Mondo | YouTube     |

## Ascolti
Secondo i dati forniti dal Media Intelligence Service dell'Unione europea di radiodiffusione, il numero di telespettatori totale che ha seguito l'evento in 15 paesi sui 19 che hanno trasmesso l'evento (dove il dato di ascolto era disponibile) è stato di 2.6 milioni, un netto calo rispetto ai 3.9 milioni registrati durante l'edizione precedente. Più della metà della platea televisiva complessiva arriva, per il secondo anno consecutivo, dalla Polonia dove l'evento è stato seguito da circa 860 mila telespettatori.
| Paese       | Telespettatori | Share | Note   |
| ----------- | -------------- | ----- | ------ |
| Italia      | 37 000         | 0,2%  | [ 47 ] |
| Paesi Bassi | 286 000        | —     | [ 48 ] |
| Polonia     | 866 000        | —     | [ 49 ] |
| Portogallo  | 210 500        | 7,2%  | [ 50 ] |
| Ucraina     | 161 335        | 1,1%  | [ 51 ] |

## Stati non partecipanti
- Austria: il 31 maggio 2017 ORF ha dichiarato che non avrebbe debuttato in questa edizione.[52]
- Belgio: il 30 maggio 2017 VRT ha confermato che non ha alcun piano per il ritorno alla competizione.[53]
- Bulgaria: nonostante un iniziale conferma,[54] il 22 settembre 2017 BNT ha confermato il ritiro dalla competizione, poiché non è riuscito a trovare un candidato per la manifestazione.[55]
- Danimarca: il 2 giugno 2017 DR ha confermato che non ha alcun piano per il ritorno alla competizione.[56]
- Estonia: il 25 giugno 2017 ETV ha confermato che non ha alcun piano per il debutto alla competizione.[57]
- Finlandia: il 26 maggio 2017 YLE ha dichiarato che non avrebbe debuttato in questa edizione.[58]
- Islanda: il 27 giugno 2017 RÚV ha confermato che non ha alcun piano per il debutto alla competizione.[59]
- Lettonia: il 19 maggio 2017 LTV ha dichiarato che la Lettonia non sarebbe tornata nell'edizione 2017.[60]
- Regno Unito: il 25 maggio 2017 ITV ha confermato che non avrebbe partecipato in quest'edizione.[61]
- Slovenia: il 18 maggio 2017 RTV SLO ha dichiarato che lo Stato non sarebbe tornato nell'edizione 2017.[62]
- Spagna: il 3 luglio 2017 TVE ha confermato che non avrebbe partecipato in quest'edizione.[63]
- Svezia: il 24 maggio 2017 SVT ha confermato che non ha alcun piano per il ritorno alla competizione.[64]
- Svizzera: il 22 maggio 2017 RSI ha annunciato di non avere intenzione di tornare a gareggiare nella competizione.[65]
- Ungheria: il 27 luglio 2017 MTVA ha dichiarato che non avrebbe debuttato in questa edizione.[66]